# Muzeum Parafialne w Grybowie
Muzeum Parafialne w Grybowie – mieści się w budynku drewnianej plebanii zbudowanej w 1699 roku i jest filią tarnowskiego Muzeum Diecezjalnego.

## Historia Muzeum Parafialnego
Muzeum parafialne powstało staraniem ks. Jana Solaka (+ 1961), proboszcza grybowskiej parafii, jako miejsce eksponowania wyposażenia z rozebranego w 1908 parafialnego kościoła. Po II wojnie światowej zbiory zostały uzupełnione o eksponaty z synagogi grybowskiej, okolicznych cerkwi oraz ocalałe ze spalonego w 1945 roku drewnianego kościoła świętego Bernardyna. 
O rozwój Muzeum troszczył się przez długie lata następny proboszcz - ks. Adam Kaźmierczyk
(+2004), będąc jednocześnie jego kustoszem. W 1962 roku został opracowany katalog zbiorów, a w 1970 roku budynek plebanii został wpisany do rejestru zabytków.
W 2006 urząd Proboszcza parafii św. Katarzyny w Grybowie, a wraz z nim troskę o Muzeum Parafialane przejął ks. Ryszard Sorota. Podjęto podstawowe prace zabezpieczające przy budynku „starej plebanii”. Zbiory muzealne  zostały rozmieszczone w odpowiednio przygotowanych i doświetlonych pomieszczeniach. W 2009 do kolejnego z pomieszczeń, przylegającego do muzeum, została przeniesiona Biblioteka Parafialna.

## Ekspozycja
Rolę muzeum pełni zachodnia część budynku. Znajduje się tu kolekcja dawnego malarstwa i rzeźby, zbiór zabytków rzemiosła artystycznego i piśmiennictwa, nie tylko z kościołów katolickich, ale również z obiektów greckokatolickich i judaistycznych.
Do najcenniejszych eksponatów należy z pewnością gotyckie (ok. 1450), malowane na desce przedstawienie św. Zofii z trzema córkami, wykonane przez nieznany warsztat z Małopolski oraz późnogotycki obraz Świętej Rodziny z przełomu XV i XVI w. (obecnie w Muzeum Diecezjalnym w Tarnowie). Cenne są też dwa trójkątne zwieńczenia nie zachowanego ołtarza tryptykowego z popiersiami proroków Daniela oraz Zachariasza z około 1460 roku.
Znaczną część zbiorów stanowią ikony z łemkowskich cerkwi, najstarsze z XVIII w. (św. Jerzy, św. Michał Archanioł, Chrystus Pantokrator, Matka Boska z Dzieciątkiem), inne z następnego stulecia (fragmenty ikonostasu). Największą część kolekcji stanowią dzieła pochodzące z grybowskich kościołów: późnobarokowe obrazy św. Katarzyny i Męczeństwo św. Andrzeja, figurka św. Jana Nepomucena z 2 poł. XVIII w..
Muzeum posiada także starodruki, np. księgi liturgiczne z XVII i XVIII w., ewangeliarze cerkiewne z początku XIX wieku oraz pergaminowy dokument królewski z 1724 adresowany do rzemieślników grybowskich z własnoręcznym podpisem króla Augusta II Mocnego. Wśród eksponatów znajduje się również unikatowy, ponad 200-letni zwój Tory, który grybowscy Żydzi oddali miejscowym księżom na przechowanie, nim Niemcy wywieźli ich do ośrodków zagłady.

## Galeria

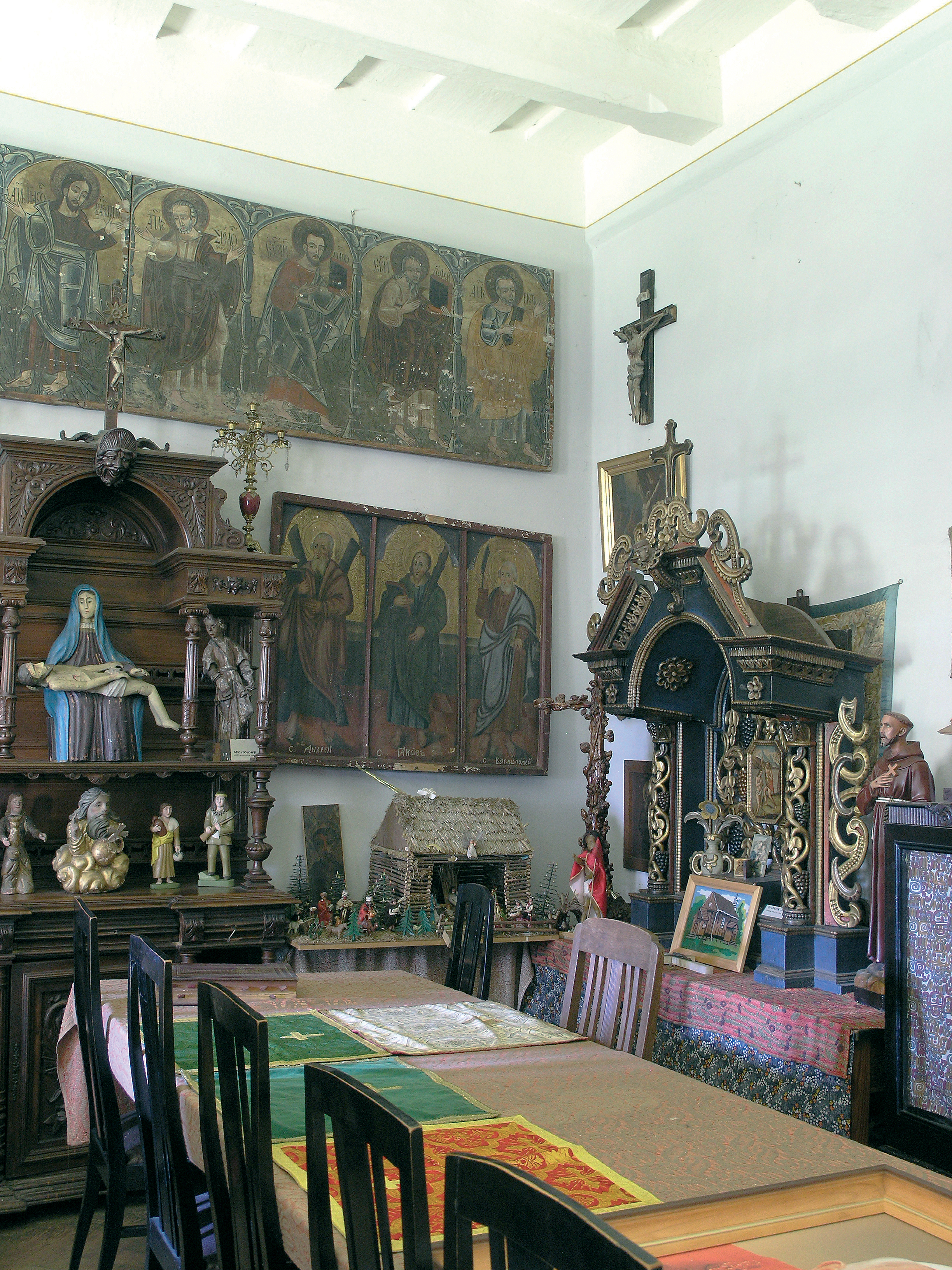
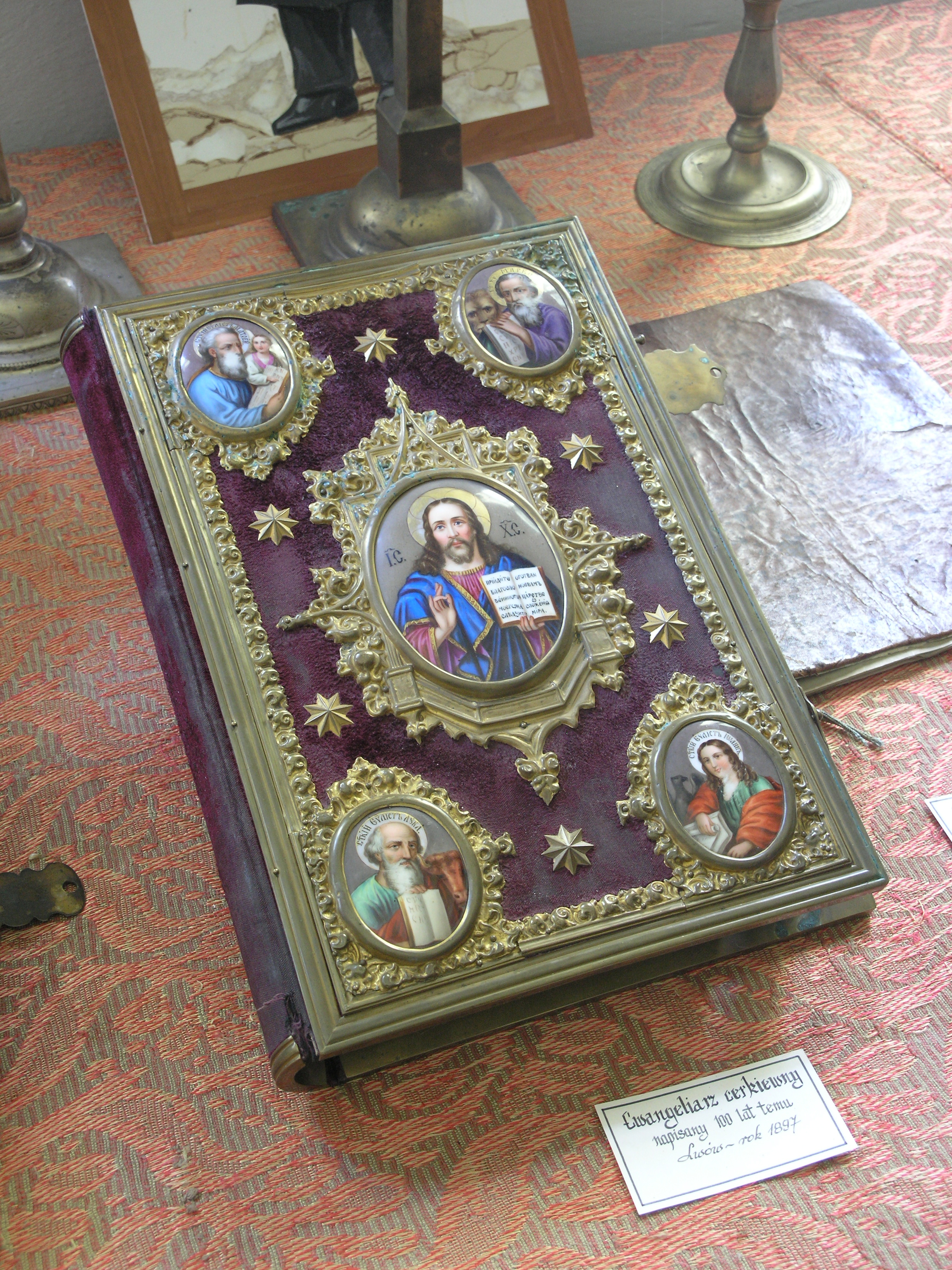
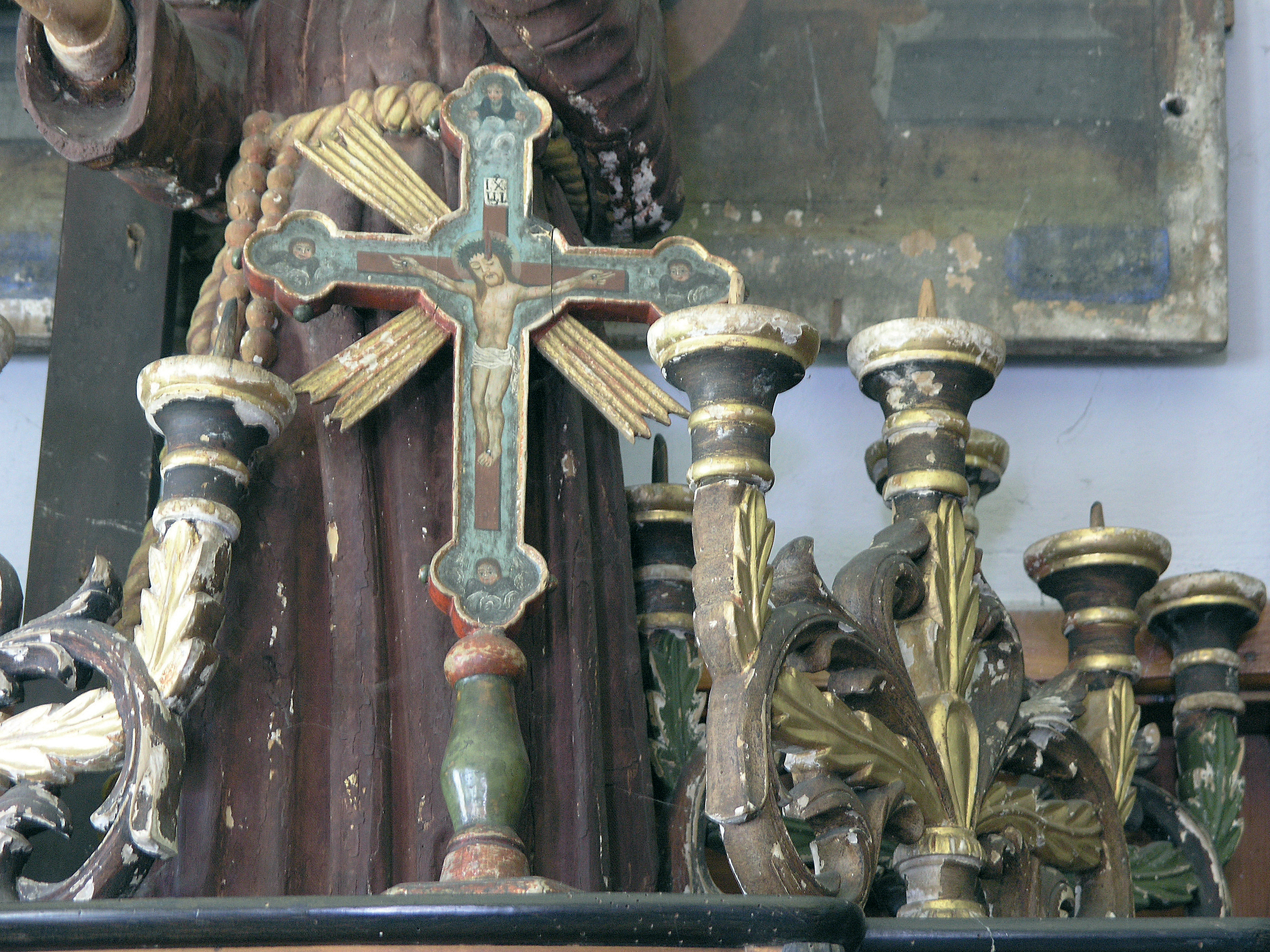
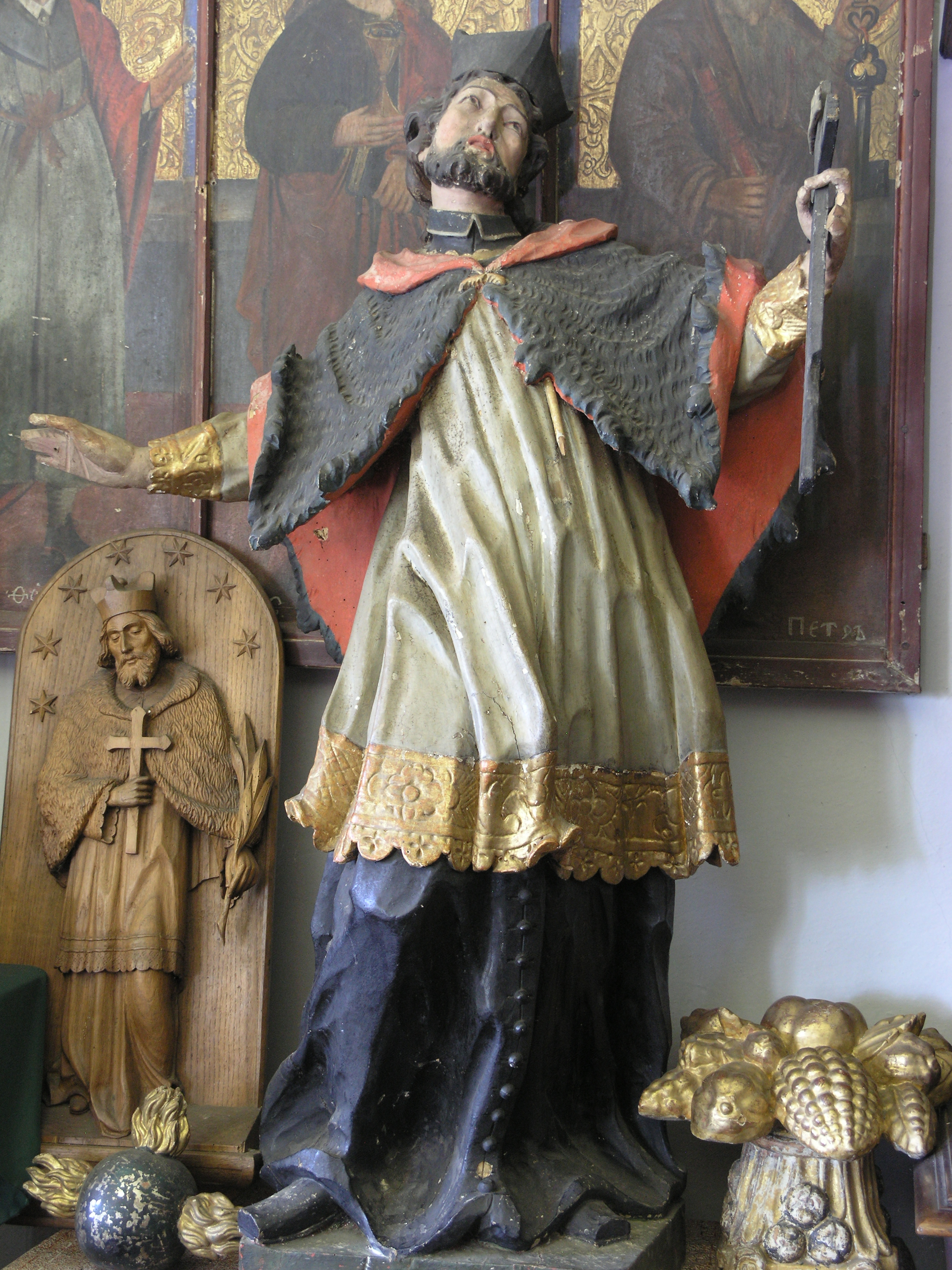
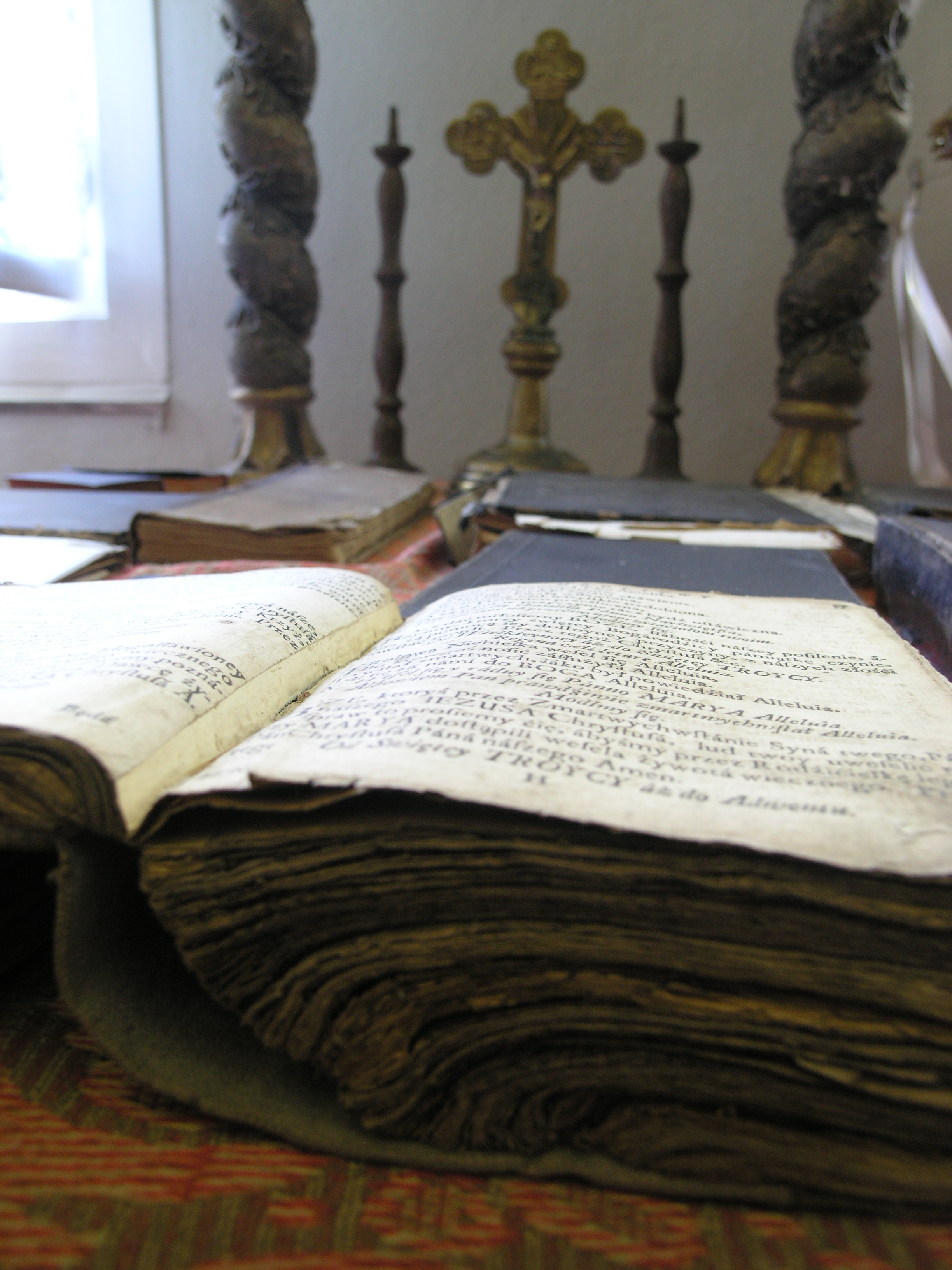